# アーリー法
アーリー法（英: Earley parser）は、チャートパーサの一種であり、主に計算言語学での構文解析に使われる。名称の由来は発明者の Jay Earley。このアルゴリズムは動的計画法に基づいている。
アーリー法は全ての文脈自由言語の構文解析が可能である。アーリー法は通常、入力の3乗の時間がかかり、曖昧でない文法の場合は2乗の時間がかかる。特に左再帰で書かれた生成規則を効率的に解析できる。

## アルゴリズム
以下の解説において、α、β、γは任意の終端記号と非終端記号の文字列（空文字列を含む）を表し、X、Y、Z は1つの非終端記号を表し、a は終端記号を表す。
アーリー法はトップダウン型の動的計画法である。以下では Earley のドット記法を使用する。生成規則 X → αβ があるとき、X → α • β という表記は、αが既に解析済みで、βをこれから解析しようとしていることを表す。
全ての入力位置（字句と字句の間の位置）について、アーリー法では順序付きの「状態集合」を生成する。各状態はタプル (X → α • β, i) で表され、各要素は次の意味を持つ。
- 現在マッチングさせようとしている生成規則 (X → α β)
- その生成規則における現在位置（ドットで表される）
- i は入力における位置であり、この生成規則のマッチングが開始された位置「開始位置」を示す。

Earley のオリジナルのアルゴリズムでは、状態に先読みを含めていたが、後の研究であまり意味がないことがわかり、現在では省かれることが多い。
入力位置 k における状態集合を S(k) と呼ぶ。初期状態では、トップレベルの生成規則だけからなる S(0) を用意する。その後、「予測」、「走査」、「完了」という3つの段階を繰り返して処理をする。
- 予測: S(k)の中で (X → α • Y β, j) という形式の各状態について、(Y → • γ, k) という形式の Y を左辺に持つ生成規則全てを S(k) に含める。
- 走査: a が入力ストリームの次の記号であるとき、S(k) から (X → α • a β, j) という形式の状態全てを選び、S(k+1) に (X → α a • β, j) を加える。
- 完了: S(k) の中で (X → γ •, j) という形式の各状態について、S(j) に (Y → α • X β, i) という形式の状態があるかを調べ、S(k) に (Y → α X • β, i) を加える。

これらを追加すべき状態がなくなるまで繰り返す。この集合は一般にプロセスの状態のキューとして実装され、各状態がどのようなものかによって適切な操作を行う。

## 例
次のような簡単な数式に関する文法を考える。
```
 P → S      # 開始規則
 S → S + M
    | M
 M → M * T
    | T
 T → number
```

次の文字列を入力とする。
```
 2 + 3 * 4
```

以下に状態集合の変化を示す。
```
 (状態番号) 生成規則          (開始位置) # コメント
 ---------------------------------
 
=
=
 S(0): • 2 + 3 * 4 
=
=

 (1)  P → • S         (0)    # 開始規則
 (2)  S → • S + M     (0)    # (1)からの予測
 (3)  S → • M         (0)    # (1)からの予測
 (4)  M → • M * T     (0)    # (3)からの予測
 (5)  M → • T         (0)    # (3)からの予測
 (6)  T → • number    (0)    # (5)からの予測
 
 
=
=
 S(1): 2 • + 3 * 4 
=
=

 (1)  T → number •    (0)    # S(0)(6) からの走査
 (2)  M → T •         (0)    # S(0)(5) からの完了
 (3)  M → M • * T     (0)    # S(0)(4) からの完了
 (4)  S → M •         (0)    # S(0)(3) からの完了
 (5)  S → S • + M     (0)    # S(0)(2) からの完了
 (6)  P → S •         (0)    # S(0)(1) からの完了
 
 
=
=
 S(2): 2 + • 3 * 4 
=
=

 (1)  S → S + • M     (0)    # S(1)(5) からの走査
 (2)  M → • M * T     (2)    # (1) からの予測
 (3)  M → • T         (2)    # (1) からの予測
 (4)  T → • number    (2)    # (3) からの予測
 
 
=
=
 S(3): 2 + 3 • * 4 
=
=

 (1)  T → number •    (2)    # S(2)(4) からの走査
 (2)  M → T •         (2)    # S(2)(3) からの完了
 (3)  M → M • * T     (2)    # S(2)(2) からの完了
 (4)  S → S + M •     (0)    # S(2)(1) からの完了
 (5)  S → S • + M     (0)    # S(0)(2) からの完了
 (6)  P → S •         (0)    # S(0)(1) からの完了
 
 
=
=
 S(4): 2 + 3 * • 4 
=
=

 (1)  M → M * • T     (2)    # S(3)(3) からの走査
 (2)  T → • number    (4)    # (1) からの予測
 
 
=
=
 S(5): 2 + 3 * 4 • 
=
=

 (1)  T → number •    (4)    # S(4)(2) からの走査
 (2)  M → M * T •     (2)    # S(4)(1) からの完了
 (3)  M → M • * T     (2)    # S(2)(2) からの完了
 (4)  S → S + M •     (0)    # S(2)(1) からの完了
 (5)  S → S • + M     (0)    # S(0)(2) からの完了
 (6)  P → S •         (0)    # S(0)(1) からの完了
```

状態 (P → S •, 0) が構文解析の完了を示している。この状態は S(3) と S(1) にも現れているが、その時点の文字列が式として完全であったことを示している（それぞれ、"2" と "2 + 3"）。